# Еш, Люк де
Люк де Еш (фр. Luc de Heusch, 7 мая 1927, Брюссель — 7 августа 2012, там же) — бельгийский этнолог и антрополог, научный писатель и режиссёр документального кино, почётный профессор Свободного университета в Брюсселе, почётный доктор Университета Марка Блока в Страсбурге и член Королевской академии наук, литературы и изящных искусств Бельгии.

## Биография
Окончил Брюссельский свободный университет со степенью в области политических наук в 1955 году. Его докторская диссертация была посвящена проблеме инцеста в королевских семьях в Центральной Африке.
Люк де Еш начал свою карьеру в кино в 1947 году в качестве помощника Анри Сторка. С 1949 по 1951 он жил в коммуне художников Ателье дю Марэ. В 1951 году под псевдонимом Люк Занри он снял «Персефону», единственный фильм, выпущенный авангардным художественным движением «КОБРА».
С 1952 года выполнял антропометрические измерения коренных народов в Руанде-Урунди и Бельгийском Конго. В 1953 и 1954 годах он проводил антропологические полевые работы в Бельгийском Конго. Как и Генри Шторк и Чарльз Декекелейр, он также снимал документальные фильмы о Конго. С 1955 по 1992 год он был профессором социальной и культурной антропологии в Свободном университете Брюсселя. В 1973 году стал директором парижского центра по изучению системного мышления чёрной Африки. Являлся также автором ряда книг по истории и мифологии народов Руанды.
Его фильм 1967 года «В четверг мы будем петь как в воскресенье» был представлен на 5-м Московском международный кинофестивале.

## Избранная фильмография
- 1951 : Perséphone
- 1955 : Fête chez les Hamba. (nouvelle version en 1998)
- 1956 : Rwanda, tableaux d’une féodalité pastorale
- 1957 : Les Gestes du repas.
- 1958 : Six mille habitants
- 1960 : Magritte ou leçon de choses.
- 1961 : Les Amis du plaisir.
- 1967 : Jeudi on chantera comme dimanche (long métrage de fiction).
- 1968 : Libre examen.
- 1970 : Alechinsky d'après nature.
- 1972 : Dotremont - les-logogrammes.
- 1984 : Sur les traces du renard pâle.
- 1985 : Sarah et Gaëlle ou les aventures du chasseur de lapins bruns.
- 1990 : Je suis fou, je suis sot, je suis méchant : autoportrait de James Ensor.
- 1995 : Les amis du Plaisir, trente ans après
- 1996 : Une république devenue folle (Rwanda, 1894-1994).
- 1999 : Quand j'étais Belge
- 2004 : Ostende 1930.

## Избранные труды
- Essais sur le symbolisme de l'inceste royal en Afrique, Ed. Université Libre de Bruxelles, 1958.
- Cinéma et Sciences sociales, Panorama du film ethnographique et sociologique, Rapports et documents de sciences sociales, Paris, Unesco, 1962.
- Le pouvoir et le sacré, Ed. Université Libre de Bruxelles, 1962.
- Le Rwanda et la civilisation interlacustre. Études d'anthropologie historique et structurale, Ed. Université Libre de Bruxelles, 1966.
- Pourquoi l'épouser? et autres essais, Gallimard, coll Sciences Humaines Paris, 1971.
- Le roi ivre ou l'origine de l'État. Mythes et rites bantous I, Gallimard, Coll. Les Essais Paris, 1972.
- Rois nés d'un cœur de vache. Mythes et rites bantous II, Gallimard, Coll. Les Essais, Paris, 1982.
- Le sacrifice dans les religions africaines, Paris, Gallimard, « Bibliothèque des sciences humaines », 1986.
- Écrits sur la royauté sacrée, Éditions de l'Université de Bruxelles, Bruxelles, 1987.
- Mémoire, mon beau navire: les vacances d'un ethnologue, Actes Sud, 1998.
- Le Roi de Kongo et les monstres sacrés. Mythes et rites bantous III, Gallimard, Coll. Les Essais Paris, 2000.
- Du pouvoir: anthropologie politique des sociétés d'Afrique centrale, Société d'ethnologie, Nanterre, 2002.
- Pouvoir et religion: (pour réconcilier l'Histoire et l'anthropologie), Éditions des Sciences de l'Homme, 2009.